# Battaglia di Delft (1573)
La battaglia di Delft, nota anche come difesa di Delft, fu uno scontro combattuto nell'ambito della guerra degli ottant'anni nell'ottobre del 1573 presso la città di Delft, negli attuali Paesi Bassi. La battaglia vide fronteggiarsi sul campo di battaglia gli anglo-olandesi comandati da Thomas Morgan e le forze attaccanti spagnole al comando di Francisco de Valdés. Gli spagnoli vennero respinti e costretti a ritirarsi.

## Antefatto
Il governatore spagnolo dei Paesi Bassi, Fernando de Toledo (il duca d'Alba) aveva assediato Alkmaar nell'agosto di quello stesso anno ma ne era stato respinto. Poco dopo all'inizio di ottobre, Leida venne assediata ma gli spagnoli dovettero ben presto realizzare che la città aveva difese troppo possenti da espugnare. Il duca d'Alba inviò quindi il suo maestro di campo, Francisco de Valdés, coi suoi tercios veterani assieme a dodici compagnie di valloni (per un totale di 4000 uomini al comando di Julián Romero) col compito di avanzare in Olanda. Il suo obbiettivo era quello di assediare i villaggi più ricchi posti tra Leida, Delft e la costa del mare oltre che del fiume Mass così che Leida fosse costretta alla resa. Valdés prese L'Aia senza resistenza e fece fortificare l'abitato.
Nel frattempo, il reggimento inglese di Thomas Morgan (composto anche da alcune compagnie di scozzesi e ugonotti francesi), accompagnato dalle truppe del principe d'Orange vennero alleggiati tra i villaggi posti tra Delft e Rotterdam, al sicuro dagli spagnoli. Il quadrangolo dove le truppe si trovavano era difeso dai fiumi IJssel e Mosa su due lati. Una compagnia inglese eneva la propria posizione al comando di Roger Williams e tra questi vi era il poeta George Gascoigne. Il capitano Edward Chester venne posto di stanza a Polderwaert, altra posizione fortificata tra Delft e Rotterdam. Queste truppe erano pronte a difendere l'area tra Delft, Rotterdam e Delfshaven qualora queste fossero state attaccate dagli spagnoli.

## L'attacco
Gli olandesi avevano ricevuto un'informazione secondo la quale gli spagnoli si stavano avvicinando a Delft da Le Hague. Romero ed i suoi soldati spagnoli erano tringerati in un ponte di pietra a metà strada tra Le Hague e Delft e tagliavano agli olandesi la strada verso quella città e verso Leida. Gli olandesi misero a ferro e fuoco tutte le case nella periferia, non lasciando agli spagnoli alcun riparo. Il principe di Orange aveva con sé 6 000 uomini tra Rotterdam e Delft ma non aveva esperienza sufficiente a fronteggiare i tercios spagnoli in combattimento aperto. Valdés fece tutto il possibile per difendere la sua posizione. Nel frattempo, nel bastione di Polderwaert appena fuori Delft, il capitano Chester con una compagnia di 200 uomini riuscì pure a respingere un attacco degli spagnoli, infliggendo loro pesanti perdite.
Dopo aver respinto Valdés venne condotto il primo assalto alla città di Delft. Gli olandesi vennero rinforzati da altri 1 000 uomini in arme provenienti dai villaggi vicini ed i cannoni vennero caricati con ogni cosa che si fosse trovata, dalle palle di moschetto ai chiodi.
L'attacco principale previsto, ad ogni modo, non ebbe mai luogo perché Valdés scoprì che le difese erano ben più forti del previsto e perciò abbandonò il progetto e si ritirò da Delft coi suoi uomini.

## Conseguenze
L'attacco alla città venne scongiurato dagli olandesi e gli spagnoli perdettero nell'impresa circa 700 uomini, perlopiù nelle periferie della città. Delft, assieme ad altre città dell'area, si salvò.
Dopo questi tentativi, Valdés informò il duca d'Alba della sua sconfitta, mostrandogli come non aveva potuto contrastare le preponderanti forze nemiche con la loro artiglieria. Richiese pertanto più truppe e cannoni all'esercito spagnolo, cosa che gli venne rifiutata dal duca d'Alba. Romero, nel frattempo, tentò di catturare Maassluis, ma dopo il ritiro da Delft abbandonò anch'egli l'impresa.
Per il valore dimostrato nell'impresa, il principe d'Orange promosse Chester al rango di tenente colonnello sul campo. Il duca d'Alba, dopo questo fallimento, lasciò i Paesi Bassi nel 1574.